# Tiê-sangue
O tiê-sangue (cientificamente denominado Ramphocelus bresilius) é uma espécie de ave passeriforme da família dos traupídeos, pertencente ao gênero Ramphocelus e endêmica do leste do Brasil e do extremo nordeste da Argentina (Misiones); também conhecido popularmente como sangue-de-boi, canário-baêta, xau-baêta, tapiranga, brasil, prebiquim, tiê-berne, tiê-fogo, tiê-piranga, tiê-sangue-do-centro e tiê-vermelho. Na taxonomia de Sibley-Ahlquist é colocado entre os fringilídeos.
É um pássaro endêmico de florestas de Mata Atlântica, em mangues, restingas e habitats moderadamente antrópicos da região oriental do Brasil, entre os estados do Rio Grande do Norte e Santa Catarina; mais frequente em áreas costeiras arborizadas e capoeiras até altitudes de 1.000 m. Possui uma população isolada no extremo nordeste da Argentina, na província de Misiones. Foi classificada em 1766, por Carolus Linnaeus, sendo considerada a ave símbolo da Mata Atlântica e uma das mais espetaculares do mundo por sua plumagem vermelha, no macho; sendo listada pela União Internacional para a Conservação da Natureza como espécie pouco preocupante. De acordo com Hilty (2016), ela mede entre 18 e 19 centímetros de comprimento e pesa entre 27.9 e 35.5 gramas. Sua denominação binomial, Ramphocelus bresilius, significa "pássaro brasileiro com bico côncavo".

## Etimologia
"Tiê" e "tié" se originaram do tupi ti'ê, nome genérico das aves da família dos turídeos. "Baeta" é um tecido felpudo de lã. "Tapiranga" veio do tupi tapi'rãga, "plumagem-vermelha". "Tiê-piranga" veio do termo tupi para "tiê-vermelho".

## Descrição
Este pássaro apresenta grande dimorfismo sexual. No macho ocorre a predominância de penas de cor vermelha intensa, contrastando com suas asas e retrizes em negro, adquiridas no segundo ano de vida; sendo dotados de um bico pontudo e negro em sua área superior, com 2/3 em branco, em uma área que parece calosa, na base da mandíbula inferior. Olhos vermelho-escurecidos.
A fêmea e o macho imaturo apresentam as penas de coloração bem mais discreta, sendo castanho-acinzentados na região da cabeça e cobertura das asas, na cauda e na garganta; com o ventre de coloração alaranjada. Macho com bico negro, não castanho como na fêmea.

## Vocalização
A vocalização de chamada (ou advertência) é constituída por sons como "jep", "jip", "ist", "sst-sst", ou um "tchiip" forte, ao se alimentar. O canto é um gorjear melodioso e trissilábico, "djüle-djüle-djüle", que costuma ser repetido sem pressa. Às vezes, alguns indivíduos vocalizam juntos num pairar rouco e rápido.

## Nidificação e reprodução
A fêmea coloca de 2 a 3 ovos de um tom verde-azulado e brilhoso, com algumas manchas pretas, os chocando por 13 dias. O material utilizado para a confecção do ninho em formato de um cesto é composto por fibras vegetais de palmeira, sisal, coco ou capim. A incubação é de total responsabilidade da fêmea, num período médio de 13 dias; porém, quando os filhotes nascem, o macho ajuda na sua alimentação até que tornem-se independentes, em aproximadamente 35 dias. Cria frequentemente os filhotes de chupim ou vira-bosta (Molothrus bonariensis). Durante o acasalamento, os machos costumam levantar a cabeça verticalmente, exibindo ao máximo a base reluzente de sua mandíbula, para assim atrair a fêmea.

## Alimentação
Nos bosques tropicais onde habita, o tiê-sangue se alimenta de frutos e invertebrados, incluindo pitangas, bananas e os frutos da embaúba e da fruta-do-sabiá ou marianeira (Acnistus arborescens).

## Subespécies
R. bresilius possui duas subespécies:
- Ramphocelus bresilius bresilius (Linnaeus, 1766) - ocorrendo na Mata Atlântica do Nordeste, do Rio Grande do Norte ao sul da Bahia e apresentando o dorso vermelho brilhante, sem estrias negras.
- Ramphocelus bresilius dorsalis (P. L. Sclater, 1855) - ocorrendo na Mata Atlântica do Sudeste e Sul, do Rio de Janeiro até Santa Catarina e apresentando no dorso um vermelho mais escuro e estriado do que a subespécie nominal.[5]